# Bernard Pujol
Bernard Pujol, né le 11 août 1943, est un champion français de bowling licencié au club Jock Chance (Nîmes).
Il a été vice-président de la "World Tenpin Bowling Association" (WTBA), Président du Comité technique et sportif national bowling, et vice-président de la ligue Languedoc-Roussillon.

## Palmarès

### Championnats du monde
- 4e par équipes de cinq au championnat du monde de 1979 (avec Philippe Dubois, Jean-Claude Bénichou, Arama, et Marengo) (à Manille);

### Championnats d'Europe
- Champion d'Europe individuel en 1977 (à Helsinki);
- Champion d'Europe par équipes de cinq en 1977 (avec Philippe Dubois, Horn, Lesourd, et Gournay) (à Helsinki);
- Vice-Champion d'Europe par équipes de cinq en 1981 (avec Philippe Dubois, Larrue, Lesourd, et Rolland) (à Francfort);
- 3e par équipes de deux au championnat d'Europe de 1977 (avec Lesourd) (à Helsinki);

### Championnats de France
- Champion de France individuel en 1974 et 1988[1].
- Vice-Champion de France individuel en 1976, 1977, 1978  et 1985.